# 바닷가 사람들
《바닷가 사람들》은 매주 월요일 ~ 화요일  오후 1시에 방영되었던 EBS의 교양 프로그램이다.